# Calothyrza sehestedtii
Calothyrza sehestedtii är en skalbaggsart som först beskrevs av Johan Christian Fabricius 1798.
Calothyrza sehestedtii ingår i släktet Calothyrza och familjen långhorningar. Artens utbredningsområde är Sri Lanka. Inga underarter finns listadei Catalogue of Life.